# Boulder (Colorado)

Boulder met kerst

Boulder is een stad in Boulder County in de Amerikaanse staat Colorado, aan de voet van de Rocky Mountains. Boulder ligt ongeveer 45 kilometer ten westen van Denver en heeft 108.250 inwoners (2020, schatting United States Census Bureau).
Boulder is de grootste stad in Boulder County, en de op zeven na grootste stad in Colorado. De Universiteit van Colorado is de belangrijkste universiteit in Colorado. De bevolking van Boulder telt dertigduizend studenten, en staat bekend als politiek progressief. In Boulder staat ook een belangrijke vestiging van het National Institute of Standards and Technology, het nationale metrologische instituut van de VS. Verder vindt men er de boeddhistische Naropa University.
Omdat Boulder op een hoogte van meer dan 1600 meter ligt en een droog bergklimaat heeft met bijna 300 dagen zonneschijn per jaar, wordt het veel als trainingskamp gebruikt door atleten in sporten die een groot uithoudingsvermogen eisen. Ook zijn er in de winter veel mogelijkheden om wintersport te bedrijven.
De belangrijkste winkelstraat in Boulder is Pearl Street, gedeeltelijk voetgangersgebied, met veel winkels, restaurants en cafés. Rond University Hill zijn er veel op studenten gerichte kleine restaurants. Jaarlijks wordt in de zomer een Shakespearefestival gehouden in het theater van de Universiteit van Colorado.
Boulder is verder bekend als de plaats waar de tv-serie Mork & Mindy zich afspeelde. Hoewel de serie in Hollywood werd opgenomen werden wel beelden van Boulder in de serie gebruikt. Zo zijn beelden van het huis waar Mork & Mindy woonden opgenomen op 1619 Pine Street in Boulder. Ditzelfde huis figureert ook in de tv-serie Perfect Strangers.
Op 22 maart 2021 werd de stad opgeschrikt door een schietpartij waarbij 10 doden vielen. 

## Bekende inwoners van Boulder

### Geboren
- Harl McDonald (1899-1955), componist, pianist en directeur van het Philadelphia Orchestra
- John Fante (1909-1983), schrijver
- Edward Lawrie Tatum (1909-1975), geneticus en Nobelprijswinnaar (1958)
- Scott Carpenter (1925-2013), astronaut
- Jello Biafra (1958), rockmuzikant
- Davis Phinney (1959), wielrenner
- Kristin Davis (1965), actrice
- Eddy Gragus (1968), wielrenner
- Jared Polis (1975), gouverneur van Colorado
- Tom Zirbel (1978), wielrenner
- Shalane Flanagan (1981), atlete
- Mara Abbott (1985), wielrenster
- Peter Stetina (1987), wielrenner
- Emma Coburn (1990), atlete
- Taylor Phinney (1990), wielrenner
- Casey Andringa (1995), freestyleskiër